# Cycas tansachana
Cycas tansachana Hill & Yang, 1999 è una pianta appartenente alla famiglia delle Cycadaceae endemica della Thailandia.

## Descrizione
Si tratta di una specie molto simile a Cycas clivicola da cui si può distinguere per le foglioline più larghe, rigide e dotate di carena centrale, per i coni maschili e i semi più grandi e per la corteccia più spessa e meno suberosa.

## Distribuzione e habitat
Questa specie è endemica di una ristretta area della Thailandia, nella regione di Saraburi dove cresce su affioramenti di calcare, su roccia nuda ..

## Conservazione
La IUCN Red List classifica C. tansachana come specie in pericolo critico a causa del ristrettissimo areale. Le popolazioni sono discretamente abbondanti ma l'habitat è minacciato dall'apertura di cave di pietra calcarea. Un'altra causa di rarefazione è la raccolta di individui da parte di collezionisti di piante rare.